# Darren Hall
Darren James Hall (* 25. Oktober 1965 in Walthamstow) ist ein englischer Badmintonspieler.

## Karriere
Darren Hall nahm 1992 und 1996 im Herreneinzel an Olympia teil, 1996 zusätzlich auch im Doppel. Bei allen drei Starts wurde er 17. Der größte Erfolg seiner Karriere blieb somit der Gewinn des Europameistertitels im Einzel 1988. In der Saison 2001/2002 gewann er als Legionär in der Bundesliga mit Grün-Weiß Wiesbaden Bronze.

## Sportliche Erfolge
| Saison    | Veranstaltung                             | Disziplin    | Platz | Name |
| --------- | ----------------------------------------- | ------------ | ----- | --- |
| 1983      | Junioren-Europameisterschaft              | Herrendoppel | 3     | Darren Hall / Stuart Spurling |
| 1983      | England: Einzelmeisterschaft der Junioren | Herrendoppel | 1     | Darren Hall / Stuart Spurling |
| 1983      | England: Einzelmeisterschaft der Junioren | Herreneinzel | 1     | Darren Hall |
| 1984      | England: Einzelmeisterschaft der Junioren | Mixed        | 1     | Darren Hall / Lisa Chapman |
| 1984      | England: Einzelmeisterschaft der Junioren | Herreneinzel | 1     | Darren Hall |
| 1984      | England: Einzelmeisterschaft der Junioren | Herrendoppel | 1     | Darren Hall / R. W. Baddeley |
| 1985      | Welsh International                       | Herreneinzel | 1     | Darren Hall |
| 1986      | England: Einzelmeisterschaften            | Herreneinzel | 1     | Darren Hall |
| 1986      | Welsh International                       | Herrendoppel | 1     | Martin Dew / Darren Hall |
| 1986      | Welsh International                       | Herreneinzel | 1     | Darren Hall |
| 1987      | German Open                               | Herreneinzel | 1     | Darren Hall |
| 1988      | England: Einzelmeisterschaften            | Herreneinzel | 1     | Darren Hall |
| 1988      | Europameisterschaft                       | Herreneinzel | 1     | Darren Hall |
| 1988      | Welsh International                       | Herreneinzel | 1     | Darren Hall |
| 1989      | England: Einzelmeisterschaften            | Herreneinzel | 1     | Darren Hall |
| 1990      | Europameisterschaft                       | Herreneinzel | 2     | Darren Hall |
| 1990      | England: Einzelmeisterschaften            | Herreneinzel | 1     | Darren Hall |
| 1991      | Scottish Open                             | Herreneinzel | 1     | Darren Hall |
| 1991      | England: Einzelmeisterschaften            | Herreneinzel | 1     | Darren Hall |
| 1992      | Wimbledon Open                            | Herreneinzel | 1     | Darren Hall |
| 1992      | Denmark Open                              | Herreneinzel | 1     | Darren Hall |
| 1992      | Olympia                                   | Herreneinzel | 17    | Darren Hall |
| 1993      | Welsh International                       | Herreneinzel | 1     | Darren Hall |
| 1993      | Irish Open                                | Herreneinzel | 1     | Darren Hall |
| 1993      | England: Einzelmeisterschaften            | Herreneinzel | 1     | Darren Hall |
| 1994      | England: Einzelmeisterschaften            | Herreneinzel | 1     | Darren Hall |
| 1996      | Olympia                                   | Herreneinzel | 17    | Darren Hall |
| 1996      | Olympia                                   | Herrendoppel | 17    | Darren Hall / Peter Knowles |
| 1996      | England: Einzelmeisterschaften            | Herreneinzel | 1     | Darren Hall |
| 1997      | Irish Open                                | Herreneinzel | 1     | Darren Hall |
| 1998      | Irish Open                                | Herreneinzel | 1     | Darren Hall |
| 1998      | England: Einzelmeisterschaften            | Herreneinzel | 1     | Darren Hall |
| 1999      | England: Einzelmeisterschaften            | Herreneinzel | 1     | Darren Hall |
| 2001/2002 | Deutsche Mannschaftsmeisterschaft         | Mannschaft   | 3     | GW Wiesbaden (Mark Constable, Klaus Ebeling, Darren Hall, Michael Helber, Jon Holst-Christensen, Rexy Mainaky, Yoseph Phoa, Oliver Pongratz, Richard Vaughan, Arnd Vetters, Karina de Wit, Lotte Jonathans, Heike Laufer, Nicole Phoa, Nicole van Hooren) |